# جان دبلیو. دانیل
جان دبلیو. دانیل (به انگلیسی: John Warwick Daniel) سناتور سابق عضو حزب دموکرات ایالات متحده آمریکا بود. وی در سال ۱۸۸۷ تا ۱۹۱۰ میلادی سناتور ایالت ویرجینیا در سنای ایالات متحده آمریکا بود.